# Le Bateau d'Émile
Le Bateau d'Émile is een Frans-Italiaanse film van Denys de La Patellière die werd uitgebracht in 1962.
Het scenario is gebaseerd op de gelijknamige novelle van Georges Simenon.

## Verhaal
De rijke en luchthartige Charles-Edmond Larmentiel is de oudste telg van een redersfamilie uit La Rochelle. Veertig jaar geleden werd hij door zijn vader uit de stad verjaagd. Nu komt hij terug naar La Rochelle om zich te wreken op zijn familie. Dan pas zal hij vredig sterven. Hij vertelt dat hij een bastaardzoon heeft, Émile Boudet, een zeeman-visser, en hij voegt eraan toe dat hij van plan is zijn fortuin aan Émile over te maken. 
Deze aankondiging maakt inzonderheid zijn jongste broer François woedend. Die rekende namelijk op de erfenis om het familiale visserijbedrijf met vers kapitaal te injecteren. François papt aan met Émile die hij eigenlijk als een vreemde eend in de bijt beschouwt. Hij stelt hem voor deelgenoot van het bedrijf te worden. Bovendien biedt hij hem de hand aan van zijn dochter Claude. Émile heeft echter zijn handen al meer dan vol met Fernande, een zangeres met wie hij samenwoont.  

## Rolverdeling
| Acteur          | Personage                     |
| --------------- | ----------------------------- |
| Lino Ventura    | Émile Bouet                   |
| Annie Girardot  | Fernande Malanpin             |
| Michel Simon    | Charles-Edmond Larmentiel     |
| Pierre Brasseur | François Larmentiel           |
| Édith Scob      | Claude Larmentiel             |
| Jacques Monod   | meester Lamazure              |
| Joëlle Bernard  | de cafébazin                  |
| Roger Dutoit    | de cafébaas                   |
| Roger Pelletier | Simon Mougin                  |
| Étienne Bierry  | Marcelin                      |
| André Certes    | Lucien Beauvoisin             |
| Jacques Hilling | de verkoper van platenspelers |